# Guldsmedsämbetet i Norrköping
Guldsmedsämbetet i Norrköping grundades 1652.

## Historik
Guldsmedsämbetet grundades 1652 i Norrköping. Den skråets början innefattades guldsmeder ifrån Linköping, Söderköping, Vadstena och Skänninge. Skrået beslöt 1735–1735 att en stämpling med bokstäver skulle beteckna det året produkt var tillverkad.

## Åldermän
- 1652–: Wemart Wemartsson.[1]
- 1658: Göran Bernegau.[1]
- 1680–1706: Johan Hansson Teelning.[1]
- 1706–1735: Arnold von der Hagen.[1]
- 1735–1750: Johan Pettersson Berg.[1]
- 1786–1791: Anders Brandt.[1]
- 1791–1792: Joachim Ljungberg.[1]
- 1796–1824: Gustaf Henrik Sidwall.[1]
- 1808–1823: Gustaf Georg Rehnberg.[1]

## Mästare

### Mästare i Norrköping
- 1631: Wilhelm Compostell.[1]
- 1636–1655: Wemart Wemartsson.[1]
- 1636–1670: Anders Larsson.[1]
- 1648–1679: Göran Bernegau.[1]
- 1653–1670: Måns Nilsson Kling (Clingh).[1]
- 1658–1673: Anders Bryngelsson (Brynielsson).[1]
- 1659–1672: Anders Larsson Brun.[1]
- 1661–1711: Johan Hansson Teelning.[1]
- 1671–1683: Henrik Larsson Qwist.[1]
- 1680–1700-talets början: Johan Wibom (Wiberg?).[1]
- 1682–1695: Lorenz (Lars) Andersson Wall (Wald).[1]
- 1684–1693: Henrik Reimers.[1]
- 1600-talets slut: Henrik Kindesfatter.[1]
- 1693–1701: Nils Nilsson Boman.[1]
- 1690-talet–1736: Jacob Meyding.[1]
- 1697–1722: Wolter Sievers.[1]
- 1695–1740: Arnold von der Hagen.[1]
- 1699–1722: Erik Nordwall.[1]
- 1706–1711: Jacob Andersson Dahlstrand.[1]
- 1706–1730: Magnus Abrahamsson Myrman.[1]
- 1709: David Davidsson (Eriksson?) Lindström.[1]
- 1712–1742: Petter Nilsson Zetterstéen.[1]
- 1719–1745: Johan Svensson Berg.[1]
- 1722–1753: Paul Gregorii Zachun.[1]
- 1727–1762: Johan Pettersson Berg.[1]
- 1730–1769: Henrik Nourin (Norin).[1]
- 1734–1735: Carl Gustaf Björkman.[1]
- 1742–1753: Johan Daniel Herpel.[1]
- 1745–1769: Nils Orstedt.[1]
- 1750–1779: Petter Davidsson.[1]
- 1755–1766: Johan Björkstrand.[1]
- 1763–1772: Nils Zetterstén.[1]
- 1766–1780: Johan Christopher Höjer.[1]
- 1768: Ludvig Pahl.[1]
- 1769–1776: Carl Berg.[1]
- 1770–1790: Erik Wallenius.[1]
- 1774–1780: Erik Nohrman.[1]
- 1777–1787: Carl Magnus Lundholm.[1]
- 1777–1791: Anders Brandt.[1]
- 1778–1789: Carl Lindgren.[1]
- 1778–1792: Joachim Ljungberg.[1]
- 1786–1811: Olof Strömwall.[1]
- 1789–1824: Gustaf Henrik Sidwall.[1]
- 1791–1807: Anders Isleben.[1]
- 1791–1829: Lorenz Georg Weis.[1]
- 1798–1823: Gustaf Georg Rehnberg.[1]
- 1799–1800: Olaus Zachéus Lewin.[1]
- 1808–1840: Anders Niklas Rahm.[1]
- 1810–1824: Jacob Ulrik Flohr.[1]
- 1815–1832: Nils Pettersson.[1]
- 1817–1826: Johan F. Carlsson.[1]
- 1825: Gullbrand Andersson.[1]
- 1826–1829: G. Förberg.[1]
- 1827–1841: C. M. S. Ljungberg.[1]
- 1830–1849: J. P. Hedman.[1]
- 1832–1850: Olof Pehr Hallberg.[1]
- 1834–1847: Jakob Adamsson.[1]
- 1841–1850: Carl Holm.[1]
- 1844–1846: L. A. Sandberg.[1]
- 1849–1850: Axel Söderberg.[1]

### Mästare i Skänninge
- 1707–1711: Lorentz Flyberg (Frijberg, Flygare)
- 1715–1721: Jonas Andersson Fågelström
- 1730–1734: Hans Hultén (Hyltén)
- 1738–1747: Andreas Danielsson Bergman
- 1740–1754: Petter Hansson Bergman

### Mästare i Söderköping
- 1655–: Nils Bencktsson
- 1730–1742: Magnus Myrmans änka
- 1742–1768: Niclas Lönbom